# Cars 2: The Video Game
Cars 2: The Video Game é um jogo de corrida desenvolvido pela Avalanche Software foi baseado no filme Carros 2. O jogo foi publicado pela Disney Interactive para PC, PlayStation 3, Xbox 360 e Nintendo Wii.

## Jogabilidade
Cars 2 é um jogo de corrida em terceira pessoa onde os jogadores podem escolher 35 personagens diferentes (Sendo 10 deles já disponíveis, 13 desbloqueáveis e 12 baixáveis) para treinar como um espião de classe mundial. Como parte do treinamento, os jogadores participam em corridas normais, corridas com dispositivos e missões utilizando aparelhos de alta tecnologia.
O jogo tem três tipos de troféus: bronze, prata e ouro. Os pontos são concedidos em valores diferentes dependendo de que tipo de jogadores de classe do veículo estão usando. Os personagens do jogo são divididos em três classes de peso: leve, médio e pesado. Os jogadores podem desbloquear novos carros, pistas e missões coletando emblemas.

## Enredo
Baseado no filme de animação CGI da Disney-Pixar, o jogo segue as aventuras de personagens como Relâmpago McQueen e Mate, treinando em uma instalação secreta conhecida como CHROME, abreviatura para Centro Hábil de Reconhecimento e Operações Motorizadas de Espionagem. Formada por vários agentes, entre eles Finn McMíssil e Holley Caixadibrita, na tentativa de se tornarem grandes carros-espiões.

## Elenco
Personagens iniciais
Note: Os mesmos atores que fizeram seus personagens no filme fizeram os do jogo, também. Exceto Owen Wilson e Michael Caine, que foram substituídos por Keith Ferguson e Martin Jarvis, respectivamente.
- Keith Ferguson como McQueen
- Larry the Cable Guy como Mate
- Martin Jarvis como Finn McMíssil
- Emily Mortimer como Holley Caixadibrita
- John Turturro como Francesco Bernoulli
- Tony Shalhoub como Luigi
- Paul Dooley como Sargento
- Jeff Gordon como Jeff Gorvette
- Jerome Dalton como Raoul Ligerrô
- Erik Passoja como Shu Todoroki

Personagens desbloqueáveis
- Lloyd Sherr como Fillmore
- Guido Quaroni como Guido
- James Rankin como Max Schnell
- Ator desconhecido como Miguel Camino
- Jossara Jinaro como Carla Veloso
- Greg Ellis como Nigel Marcha
- Thomas Kretschmann como Professor Z
- Joe Mantegna como Grem
- Peter Jacobson como Acer
- Eddie Izzard como Miles Eixoderroda
- Michel Michelis como Tomber
- Sonoko Konishi como Chuki
- Daisuki "Dice" Tsutsumi como Daisu Tsashimi

Personagens baixáveis
- Bruce Campbell como Rod "Torque" Redline
- Michael Keaton como Chick Hicks
- Vanessa Redgrave como Rainha Elizabeth III
- Franco Nero como Tio Topolino
- Cheech Marin como Ramone
- Jenifer Lewis como Flo
- Michael Wallis como Xerife
- E.J Holowicki como DJ
- Jonas Rivera como Boost
- Lou Romano como Snot Rod
- Adrian Ochoa como Wingo
- Stanley Townsend como Victor Hugo